# Lijst van burgeroorlogen
Dit is een lijst van burgeroorlogen.

## Afgelopen burgeroorlogen

### Oudheid
- Romeinse burgeroorlogen (een lijst van een aantal burgeroorlogen in de late Romeinse Republiek en in het Romeinse Keizerrijk, tussen 100 v.Chr. en 400)

### Middeleeuwen
- De Anarchie, 1135 - 1153 (verwijst naar de wanorde tijdens de heerschappij van koning Stefanus van Engeland)
- Hussitische Oorlogen (Bohemen), 1420 - 1434
- Rozenoorlogen in Engeland, 1455 - 1487
- Onin-oorlog (Japan), 1467 - 1477
- Duitse Boerenoorlog, 1524 - 1525
- Oorlog van de Twee Broers, 1529 - 1532 in het Incarijk.

### Nieuwe Tijd (1550-1800)
- Hugenotenoorlogen, 1562 - 1598
- Dertigjarige Oorlog, 1618 - 1648 tussen protestanten en katholieken in het Heilige Roomse Rijk
- Chmelnytsky-opstand, 1648 - 1657
- Engelse Burgeroorlog, 1642 - 1651
- Amerikaanse Onafhankelijkheidsoorlog, 1775 - 1783
- Opstand in de Vendée, 1793 - 1804 uitgevochten tussen royalisten en republikeinse troepen, deel van de Franse Revolutionaire Oorlogen

### Nieuwste Tijd (1800-1945)
- Belgische Opstand (België, Nederland en het toenmalige Luxemburg), 1830 - 1839
- Taiping-opstand (China), 1851 - 1864
- Bleeding Kansas, 1854 - 1858
- Hervormingsoorlog (Mexico), 1857 - 1861
- Amerikaanse Burgeroorlog, 1861 - 1865
- Boshin-oorlog (Japan), 1868 - 1869
- Satsuma-opstand (Japan), 1877
- Chileense Burgeroorlog (1891), 1891
- 1000-daagse Oorlog, 1899 - 1902 in Colombia
- Mexicaanse Revolutie, 1910 - 1920
- Nationale Beschermingsoorlog (China), 1915 - 1916
- Russische Burgeroorlog, 1917 - 1921
- Finse Burgeroorlog, 1918
- Turkse Onafhankelijkheidsoorlog, 1919 - 1921
- Ierse Burgeroorlog, 1922 - 1923
- Chinese Burgeroorlog, 1928 - 1937, 1945 - 1949
- Oostenrijkse Burgeroorlog, 12-16 februari 1934
- Spaanse Burgeroorlog, 1936 - 1939

### Na de Tweede Wereldoorlog (1945-heden)
- Griekse Burgeroorlog, 1946 - 1949
- Koreaanse Oorlog, 1950 - 1953 tussen Noord- en Zuid-Korea
- Laotiaanse Burgeroorlog, 1953 - 1975
- Vietnamoorlog, 1955 - 1975
- Eerste Soedanese Burgeroorlog, 1955 - 1972
- Congocrisis, 1960 - 1966
- Guatemalteekse Burgeroorlog, 1960-1996
- Noord-Jemenitische Burgeroorlog, 1962 - 1970
- Biafra-oorlog, 1967 - 1970
- The Troubles (Noord-Ierland), 1969 - 1998, wordt nog aanhoudend beschouwd door extremistische minderheidsgroepen
- Cambodjaanse Burgeroorlog, 1970 - 1975
- Bengaalse vrijheidsoorlog, 1971
- Libanese Burgeroorlog, 1975 - 1990
- Mozambikaanse Burgeroorlog, 1975 - 1992
- Tweede Soedanese Burgeroorlog, 1983 - 2005
- Conflict in Sri Lanka, 1983 - 2009
- Zuid-Jemenitische Burgeroorlog, 1986
- Eerste Liberiaanse Burgeroorlog, 1989 - 1996
- Casamanceconflict (Senegal), 1990 - 2006
- Oorlogen in Joegoslavië, 1991 - 1995
- Sierra Leoonse Burgeroorlog, 1991 - 2002
- Algerijnse Burgeroorlog, 1991 - 2002, conflicten blijven aanslepen
- Eerste Tsjetsjeense Oorlog, 1994 - 1996
- Nepalese Burgeroorlog, 1996 - 2006
- Albanese anarchie, 1997
- Kosovo-oorlog, 1998 - 1999
- Eerste Congolese Burgeroorlog, 1996 - 1997
- Tweede Congolese Burgeroorlog, 1998 - 2003
- Tweede Liberiaanse Burgeroorlog, 1999 - 2003
- Tweede Tsjetsjeense Oorlog, 1999 - 2009
- Conflict in Darfur, 2003 - 2009
- Tsjadische Burgeroorlog, 2005 - 2010
- Palestijnse Burgeroorlog, 2006 - 2009, aanhoudende spanningen
- Oorlog in Ingoesjetië, 2007 - 2015
- Opstand in Libië, 2011

## Aanhoudende burgeroorlogen
- Colombiaanse Burgeroorlog, sinds 1964
- Oorlog in Oeganda, sinds 1987
- Somalische Burgeroorlog, sinds 1991
- Opstanden in Irak sinds 2003
- Syrische Burgeroorlog, sinds 2011
- Burgeroorlog in de Centraal-Afrikaanse Republiek, sinds 2012
- Tweede Libische Burgeroorlog, sinds 2014
- Jemenitische Burgeroorlog, sinds 2015